# Dennis Domino

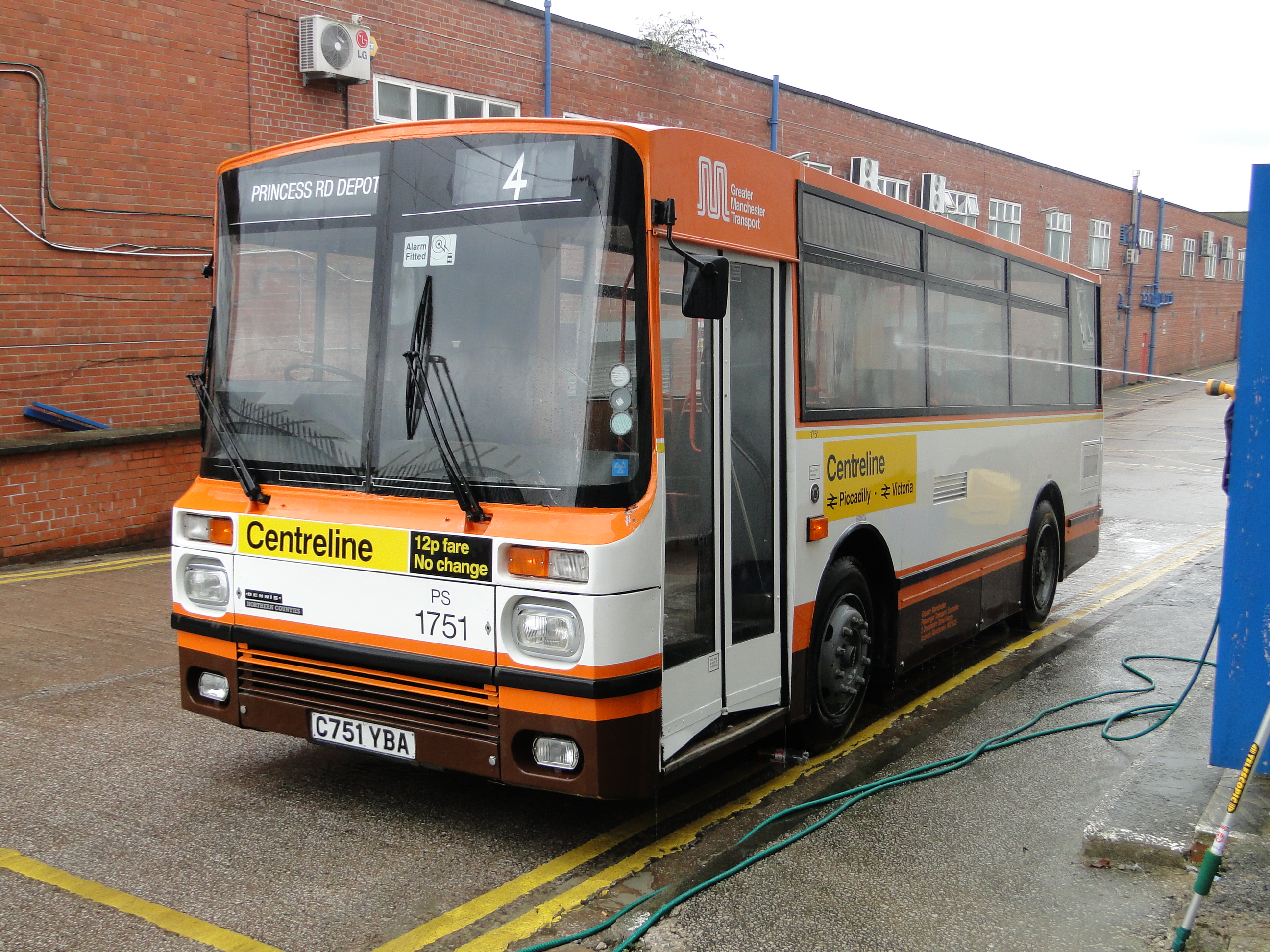
Dennis Domino

Der Dennis Domino war ein Midibus des britischen Herstellers Dennis Brothers. Er wurde 1984/1985 in einer Stückzahl von lediglich 34 Exemplaren gebaut.
Beim Domino handelt es sich prinzipiell um eine verkürzte Variante des Chassis des Dennis Dominator. Entwickelt wurde der Bus für nachfrageschwache Strecken im städtischen Nahverkehr. Er sollte die Lücke zwischen den Minibussen, die meist auf Transporter-Fahrgestellen aufgebaut waren, und den normal großen Bussen schließen. Die Antriebseinheit bestand aus einem aufgeladenen V8-Dieselmotor vom Typ 
T6.354.4 von Perkins in Verbindung mit einem Viergang-Automatikgetriebe von Maxwell, der Motor war dabei wie beim Dominator im Heck angeordnet. In der Praxis arbeitete diese Antriebseinheit nicht besonders zuverlässig. Der Bus besaß eine servounterstützte Lenkung von ZF und Luftfederung. Er war 25 Fuß und zwei Zoll lang und 7 Fuß 6 Zoll breit. Damit eignete er sich auch für den Einsatz auf engeren Straßen. Zahlreiche Baugruppen des Dominator wurden auch beim Domino wiederverwendet, darunter die normalgroßen Räder, die dem Bus ein einzigartiges Aussehen gaben.
Der Bus fand nur zwei Abnehmer, Greater Manchester Transport und South Yorkshire Transport. Die Dominos von Greater Manchester Transport erhielten einen Aufbau von Northern Counties mit 24 Sitzplätzen, die von South Yorkshire Transport einen Aufbau von Optare mit 33 Sitzplätzen. Der Domino war der erste Bus, für den Optare einen Aufbau herstellte. South Yorkshire Transport beschaffte 14 Busse, Greater Manchester Transport zwanzig Stück. Nach nur sechs Monaten Bauzeit wurde die Produktion eingestellt. Nachfolger war der Dennis Dart, der ab 1988 in über 11.000 Exemplaren gebaut wurde.